# Ильский нефтеперерабатывающий завод
Ильский НПЗ им. А. А. Шамара (ООО «КНГК-ИНПЗ») — нефтеперерабатывающее предприятие в Краснодарском крае, входящее в число ведущих нефтеперерабатывающих компаний ЮФО. КНГК-ИНПЗ осуществляет деятельность по приёму, хранению и переработке углеводородного сырья, а также отгрузке готовой продукции авто- и железнодорожным транспортом.

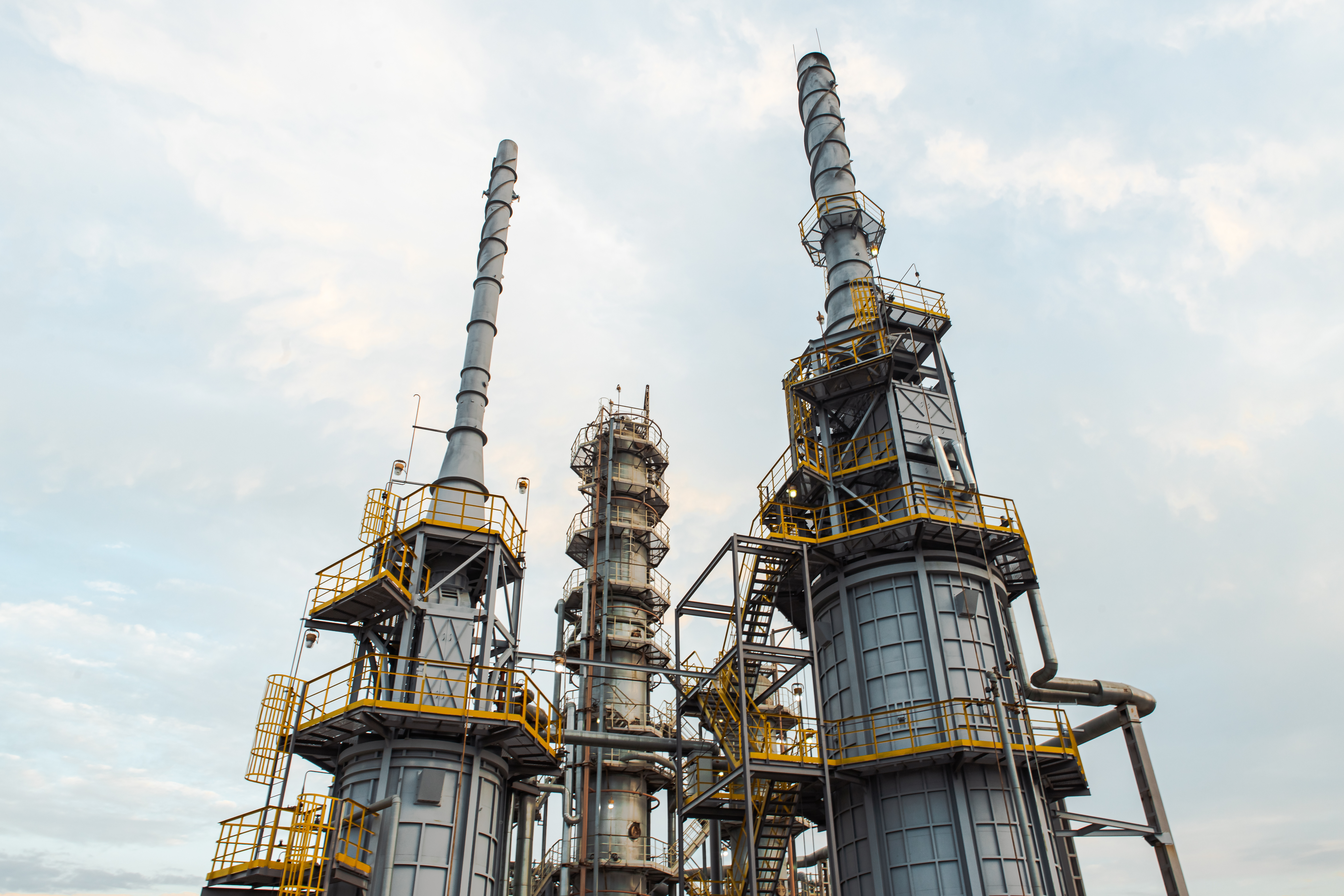
Ильский НПЗ фото

## Расположение
Ильский НПЗ им. А. А. Шамара располагается в поселке городского типа Ильский Северского района Краснодарского края, в 50 километрах от Краснодара. Площадь производственной площадки завода составляет 72 гектара. Экспорт нефтепродуктов морским транспортом осуществляется через портовые терминалы портов Черноморского и Азовского побережья (Новороссийск, Туапсе, Тамань). Снабжение сырьём осуществляется за счёт системы нефтепроводов АК «Транснефть» и железнодорожным транспортом благодаря функционирующим перевалочным нефтебазам «Грушовая» и «Тихорецкая» ОАО «Черномортранснефть».

## История
Нефтеперерабатывающее производство, действовавшее ранее на площадке современного КНГК-ИНПЗ, было основано Азово-Черноморским Федеральным управлением по строительству дорог в 1980 году. Оно представляло собой гудронно-битумную установку, включавшую прирельсовые резервуары для гудрона с насосной, блок подготовки гудрона, печь нагрева гудрона и дожига газов окисления и блок окисления. Предприятие ориентировалось на производство дорожного и строительного битума из сырья, поставляемого из Грозного и Уфы. Производительность установки по выработке битума составляла 100-130 тонн в сутки, что позволяло снабжать предприятия по строительству дорог от Сочи до Кореновска. Позже была разработана технология изготовления кровельного битума.
В 2001 году было принято решение о перепрофилировании предприятия в НПЗ средних размеров и строительстве установки по переработке тяжёлой нефти с получением мазута, а затем битума. В 2002 году битумная установка была реконструирована в установку атмосферной перегонки нефти АТ-1 мощностью 35 тыс. тонн в год. 

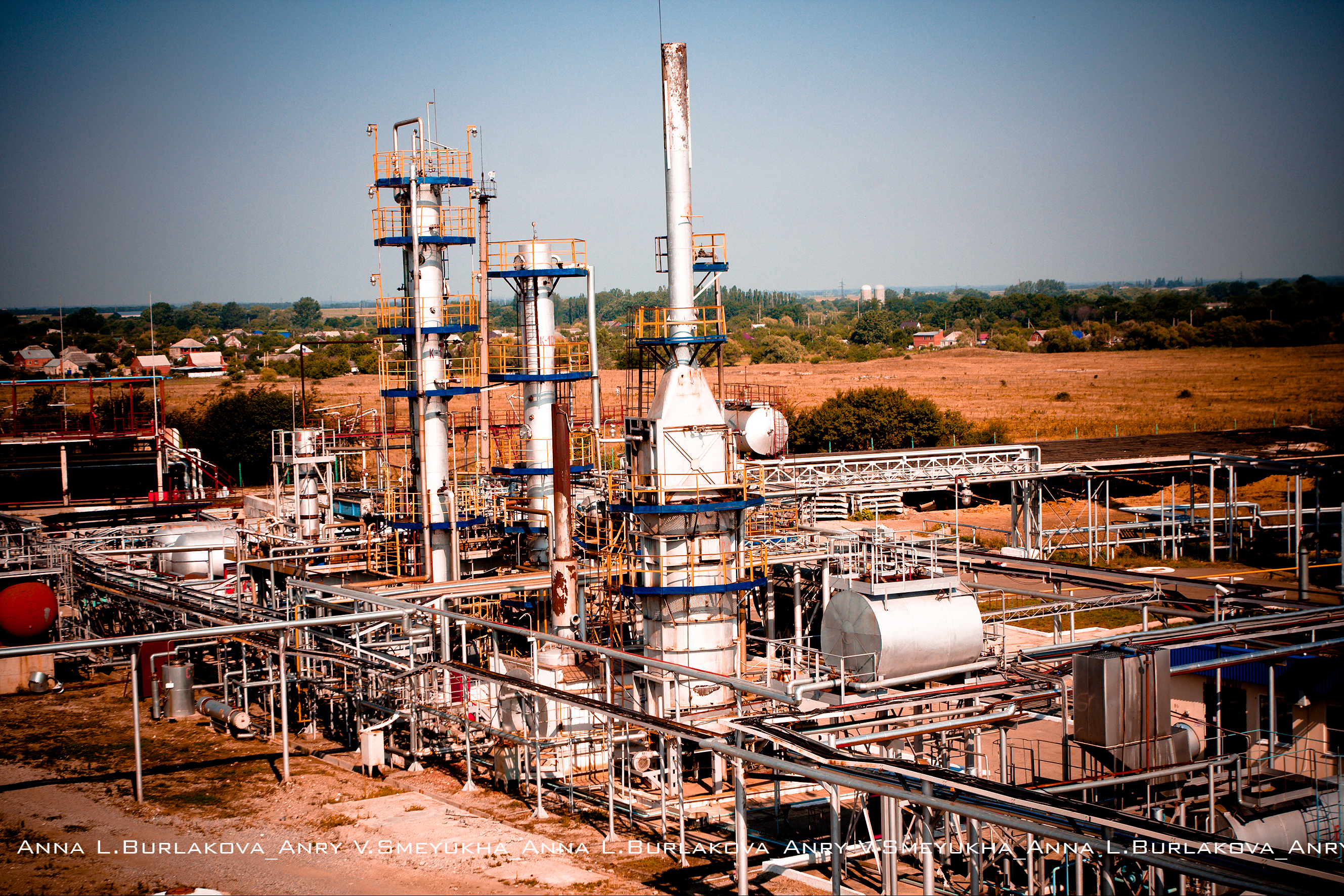
Установка первичной переработки нефти АТ-1 на Ильском НПЗ

В течение нескольких последующих лет были построены и введены в эксплуатацию ещё четыре установки первичной переработки нефти. А именно: в 2006 году начато строительство второй очереди завода. В 2008 году НПЗ переработал 380 тыс. тонн нефти. После окончания строительства третьей линии по переработке нефти в июне 2009 года мощности по переработке составили 750 000 тонн нефти в год.
В августе 2010 года была запущена четвёртая линия переработки нефти, общая мощность завода по переработке превысила 1 млн тонн в год.
Выручка компании в 2020 году составила 64,1 млрд рублей.
Производственная мощность Ильского НПЗ им. А. А. Шамара на 2022 год составляла до 6,6 млн тонн нефти в год. После завершения модернизации мощность строящегося комплекса по вторичной переработке углеводородного сырья и выпуску автомобильных бензинов составит 1520 тыс. тонн в год по сырью.
В ходе российского вторжения в Украину Ильский НПЗ несколько раз был атакован украинскими дронами.
В 2024 году, по сообщениям Рейтерс, завод в течение нескольких месяцев работал в половину мощности из-за недостаточной прибыльности.

## Производственные мощности
Производственно-технические мощности завода включают в себя пять технологических установок переработки нефти общей мощностью 6,5 млн тонн нефти в год и объекты общезаводского хозяйства:

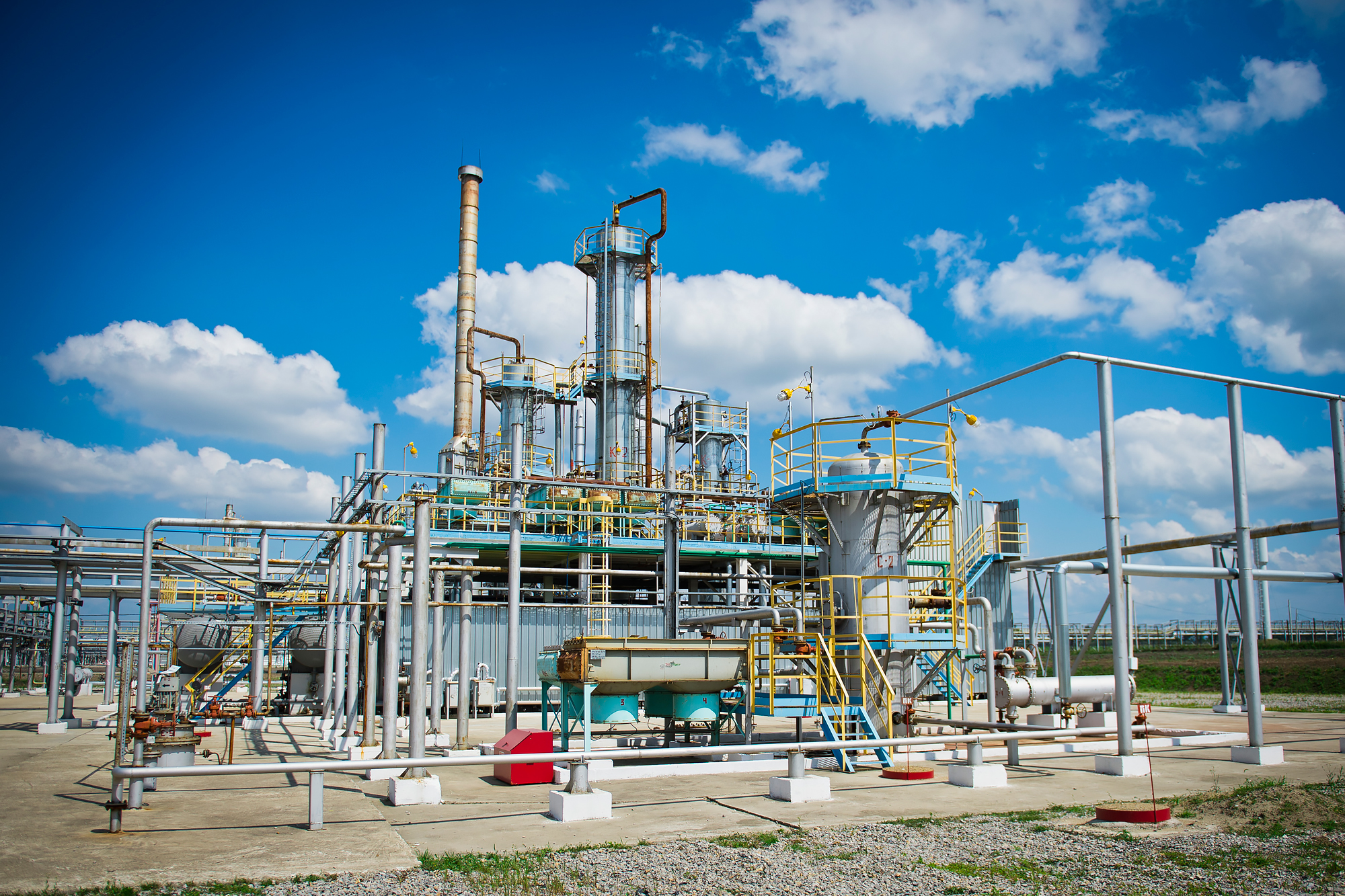
Технологическая установка АТ-3

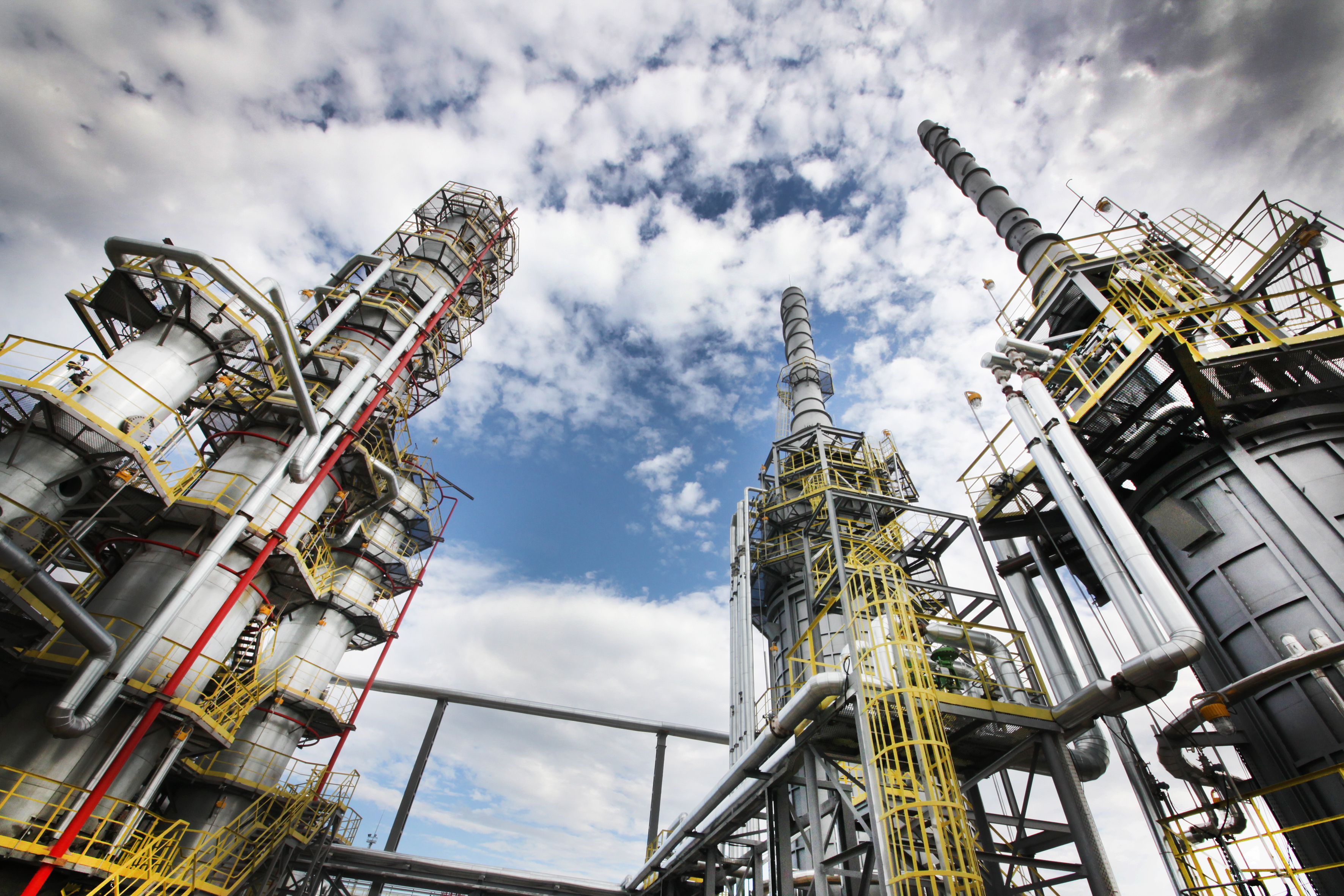
Технологическая установка АТ-5

- установка первичной переработки нефти АТ[прим. 1]-1, мощностью до 120 тыс. т в год (запущена в 2001 году);
- установка первичной переработки нефти АТ-2, мощностью до 300 тыс. т в год (запущена в 2005 году);
- установка первичной переработки нефти АТ-3, мощностью до 300 тыс. т в год (запущена в 2009 году); Технологическая установка АТ-3
- установка первичной переработки нефти АТ-4, мощностью до 300 тыс. т в год (запущена в 2010 году);
- установка первичной переработки нефти АТ-5, мощностью 1800 тыс. т/год (запущена в 2013 году[10]) ;Технологическая установка АТ-5
- установка первичной переработки нефти АТ-6, мощностью 3600 тыс. т/год (запущена в 2021 году[11]);
- резервуарный парк хранения нефти и нефтепродуктов, объёмом 87 тыс. м³ (строился поэтапно в 2006—2010 годах);
- приемо-сдаточный пункт нефти и железнодорожная эстакада слива нефти и налива светлых нефтепродуктов (строились поэтапно в  2002—2010 годах);
- пункт налива нефтепродуктов в автоцистерны;
- две дизельные электростанции;
- котельная мощностью 5 тонн пара в час;
- современные высокоэффективные очистные сооружения промышленных и ливневых стоков[12];
- азотное и щелочное хозяйства;
- другие вспомогательные объекты общезаводского хозяйства.

## Влияние на экологию
На заводе эксплуатируются очистные сооружения промливневых стоков производительностью порядка одной тысячи кубометров воды в сутки. Силами собственной лаборатории и сторонних аккредитованных организаций ведется комплексный мониторинг качества воздуха в пределах санитарно-защитной зоны. На предприятии используются современные факельные системы закрытого типа – природоохранная технология, которая обеспечивает высокую степень обезвреживания сбросов при отсутствии негативного воздействия на окружающую среду.

## Программа модернизации
Техническое перевооружение Ильского НПЗ им. А. А. Шамара ведется в рамках инвестиционного соглашения между руководством ООО «КНГК-ИНПЗ» и администрацией Краснодарского края, подписанного на Российском инвестиционном форуме в Сочи 16 февраля 2018 года. Проект модернизации прошел госэкспертизу, экологическую экспертизу. Он предполагает ввод в эксплуатацию нового оборудования, запуск установки первичной переработки нефти ЭЛОУ АТ-6 и комплекса по производству автобензинов и ароматических углеводородов (КПААУ).

## Происшествия, катастрофы
С 2023 года, на фоне российского вторжения на Украину, завод неоднократно атаковали украинские БПЛА, в ходе которых происходили пожары.
5 мая 2023 года на заводе, второй раз за два дня, произошёл пожар в результате атаки беспилотника, ранее завод был атакован четырьмя БПЛА, в результате атаки загорелись резервуары с нефтепродуктами на площади 400 квадратных метров.
В ночь на 9 февраля 2024 года БПЛА атаковал завод, в результате чего произошёл взрыв и начался сильный пожар.

## Награды
2014 год – Диплом администрации Краснодарского края «Лидер экономики Кубани»;
2015 год – Диплом победителя краевого конкурса «Лидер экономики Кубани» в номинации «Лидер высокой социальной эффективности»;
2015 год – Диплом лауреата краевого конкурса «Лидер экономики Кубани» среди предприятий отрасли топливно-энергетического комплекса Краснодарского края;
2019 год – медаль Председателя Совета директоров А.А. Шамара «За выдающийся вклад в развитие Кубани» 1 степени;
2020 год – медаль Председателя Совета директоров А.А. Шамара «Герой труда Кубани».

## Корпоративные СМИ
Youtube: Канал КНГК-ИНПЗ